# Батіжник світлочубий
Батіжник світлочубий (Psophodes cristatus) — вид горобцеподібних птахів родини Psophodidae.

## Поширення
Ендемік Австралії. Ареал виду займає майже всю територію Великого артезіанського басейну (південно-східна частина материка). Живе в місцевостях із заростями чагарників лободових та акацій.

## Опис
Птах середнього розміру, завдовжки 18–21 см і вагою 31–64 г. Тіло міцної статури з округлою головою, коротким, клиноподібним дзьобом, міцними ногами та довгим хвостом з квадратним кінцем. На голові є чубчик. Верхня частина тіла червонувато-коричневого забарвлення, нижня — сірого. Дзьоб і ноги чорні.

## Спосіб життя
Наземний птах, літає рідко та неохоче. Активний вдень. Трапляється поодинці або парами, рідше невеликими зграйками. Живиться комахами, на яких полює на землі, рідше насінням та ягодами. Сезон розмноження триває з липня по травень. Моногамний птах. Чашоподібне гніздо будує на розгалуження гілок чагарників на висоті не більше трьох метрів. У гнізді 2-3 яйця. Інкубація триває 20 днів. Про пташенят піклуються обидва батьки.